# Famille Iliński
Iliński ou Iliński herb Lis (Iliński z Ilińska h. Lis en polonais) est le nom d'une ancienne famille de la noblesse polonaise. Elle tient son nom du village de Romaniv (dit Ilinia) en actuelle Ukraine et remonte au milieu du XVIe siècle.

## Membres
- Piotr Stanisław Iliński  (1640°), burgrave de Łuck. Grand-père du suivant.
- Kazimierz Iliński (1670-1756), membre du parlement, colonel de l'armée royale polonaise, père du suivant.
- Jan Kajetan Benedykt Iliński (1731°), membre du parlement et chambellan de la cour royale, père du suivant.
- Janusz Stanisław Iliński (pl) (1765-1792), inspecteur général, sénateur, chambellan, membre de la Grande Diète, chevalier de l'Aigle blanc et de Saint-Stanislas.
- Józef August Iliński (ru)  (1766-1844), maréchal de la noblesse de Volhynie, conseiller privé et chambellan de l'empire d'Autriche (1796), il est élevé au rang de comte par l'impératrice Marie-Thérèse d'Autriche (1717-1780). Général polonais et russe, il devient sénateur impérial russe. Membre honoraire de la Société des Sciences, Arts et Lettres de Saint-Pétersbourg dès 1812. Chevalier de Saint-Alexandre Nevski, de l'Aigle blanc et de Saint-Stanislas.
- comte Janusz Stanisław Iliński (ru) (1795-1860), compositeur et poète polonais, sénateur impérial, chambellan et premier violon du tsar de Russie. Fils du précédent.
- Antoni Aleksander Iliński (1814-1861), officier polonais, général et pacha ottoman.